# Ángel Custodio Cabrera
Ángel Custodio Cabrera Báez (Bogotá, 19 de julio de 1956) ex Ministro de Trabajo de Colombia. 
Ex Ministro de Trabajo de Colombia, profesional en Contaduría Pública, Especialista en Finanzas y Derecho Tributario. Se ha desempeñado tanto en el sector público como privado. Ha fungido como Director por Colombia ante el Banco Centroamericano de Integración Económica BCIE, asó como asesor y consultor de diferentes sectores económicos. Como congresista fue electo Representante a la Cámara por Bogotá para los periodos 2006-2010 y 2010-2014 y posteriormente fue electo Senador de la República para el periodo 2014-2018; durante este tiempo se destacó por ser autor y coautor de diferentes normas de alto contenido social, en favor de grupos poblacionales vulnerables.

## Biografía
Ángel Custodio Cabrera nació en la ciudad de Bogotá en 1956. Fue designado como Ministro de Trabajo de Colombia en febrero de 2020 por el entonces presidente Iván Duque Márquez, en donde dirigió la elaboración de políticas públicas en pro de la protección social y generación de empleo, en particular durante la época de la pandemia COVID-19 del año 2020, en donde se perdieron más de 5 millones de empleos a nivel nacional como consecuencia del aislamiento preventivo obligatorio, decretado por el Gobierno Nacional. Sin embargo, al finalizar su gestión logró grandes logros en materia de empleabilidad, en especial al alcanzar el máximo número de cotizantes al sistema de pensiones, en la historia de Colombia, según los datos reportados por la Planilla Integrada de Liquidación y Aportes (PILA). Es contador público graduado de la Universidad Nacional de Colombia. Durante el Gobierno de Iván Duque Márquez fue nombrado en el año 2019 como Director por Colombia del Banco Centroamericano de Integración Económica BCIE, con sede en Honduras; antes de dicho nombramiento fue asesor y consultor del sector real, financiero y fiduciario, gracias a sus conocimientos en el Sistema Tributario Colombiano, así como en finanzas y contabilidad. Durante su trayectoria, también se desempeñó a principios de los años 90, como Director del Instituto Colombiano de Bienestar Familiar en la ciudad de Bogotá, posteriormente fue concejal de Bogotá desde 1995 hasta el año 2005. En el año 2006 y 2010 fue electo como miembro de la Cámara de Representantes por Bogotá y en el año 2014 fue electo Senador de la República. 